# Самойлова Балка
Самойлова Балка — річка озерного типу, неглибока, з пологими схилами, частково заросла очеретом. На всім своєму перебігу перекрита дорожніми дамбами. До 1932 впадала в Кубань. 
Наразі розробляється проект по очищенню і благоустрою річки у місті Гулькевичі.
| Росія | Це незавершена стаття з географії Росії. Ви можете допомогти проєкту, виправивши або дописавши її. |